# Кривая Циндлера

Кривая Циндлера: все хорды, делящие её длину пополам, одинаковы.

Кривая Циндлера — простая замкнутая плоская кривая, у которой все хорды, делящие её длину пополам, имеют равные длины. Эквивалентное определение — простая замкнутая плоская кривая, все хорды которой, делящие ограниченную ей площадь фигуры пополам, имеют равные длины. Простейший пример такой кривой — окружность.
Впервые в такой общности исследованы австрийским математиком Конрадом Циндлером; дальнейшие результаты получил Герман Ауэрбах в 1938 году, он же впервые назвал класс кривых именем Циндлера. В частности Ауэрбах доказал, что объект, ограниченный кривой Циндлера, обладающий половиной плотности воды, будет плавать в воде в любом положении. Это даёт отрицательный ответ на двумерную версию задачи Станислава Улама о плавающих телах (задача 19 из Шотландской книги), в которой задаётся вопрос, является ли диск единственной фигурой однородной плотности, которая будет плавать в воде в любом положении.
Кривые Циндлера также связаны с задачей о том, возможно ли определить направление движения велосипеда, учитывая только замкнутые заднюю и переднюю колеи.

Примеры кривой Циндлера: для (синяя), (зелёная) и (красная).

Пример — любая из кривых с вещественным параметром {\displaystyle a>4}:
{\displaystyle z(u)=x(u)+iy(u)=e^{2iu}+2e^{-iu}+ae^{iu/2}\;,\ u\in [0;4\pi ]}
является кривой Циндлера. При {\displaystyle a\geqslant 24} такая кривая выпукла. Для {\displaystyle a\geqslant 8} эти кривые имеют отношение к кривым постоянной ширины[уточнить].